# Friedrich II, Đại công tước xứ Baden
Frederick II (9 tháng 7 năm 1857 – 9 tháng 8 năm 1928; tiếng Đức: Großherzog von Baden Friedrich II) là Đại công tước xứ Baden cuối cùng, trị vì từ năm 1907 cho đến khi chế độ quân chủ Đức bị bãi bỏ vào năm 1918. Bang Baden thời Cộng hòa Weimar bắt nguồn từ khu vực của Đại công quốc này. Năm 1951–1952, nó trở thành một phần của bang mới Baden-Württemberg.
Ông là con trai trưởng của Đại công tước Frederick I và Vương nữ Louise của Phổ, em gái của ông là Victoria, Vương hậu của Thuỵ Điển, vì thế ông là anh vợ của Vua Gustaf V và cậu của Vua Gustaf VI Adolf.